# Pongola
Pongola est une rivière en Afrique du Sud affluent du Maputo, coulant dans le KwaZulu-Natal.